# Simple Standards-Based Slide Show System
Pour les articles homonymes, voir S5.
S5 signifie Simple Standards-Based Slide Show System est un format de fichier basé sur le XHTML pour créer des diaporamas. Il a été créé par Eric Meyer comme alternative à l'Opera Show Format, réservé au navigateur Opera. S5 n'est pas un lecteur de diaporamas, mais crée un fichier qui pourra être affiché par un navigateur web. Le texte d'un diaporama S5 est enregistré dans un simple fichier XHTML. Ce fichier peut contenir de nombreuses pages, codées de cette façon :
```
<
div class="slide"
>

 
<
h1
>
Titre
<
/h1
>

 
<
ul
>

   
<
li
>
Petit 1
<
/li
>

   
<
li
>
Petit 2
<
/li
>

   
<
li
>
Petit 3
<
/li
>

 
<
/ul
>

 
<
div class="handout"
>

  ... plus d'informations ici
 
<
/div
>

<
/div
>
```

Les S5 peuvent être affichés sous différents modes : présentation, impression, ... ; les CSS peuvent être utilisées pour définir l'affichage de ces modes. Une liste des diapos est disponible pour naviguer dans le diaporama.
Une version plus sémantique du format S5 est basé sur le microformat XOXO et utilise <li class="slide"> au lieu de div pour les diapos et <ol class="xoxo presentation"> au lieu d'un div pour la présentation.
Le 28 juillet 2005, le format et le logiciel S5 furent placés dans le domaine public par Eric Meyer.
Le 7 septembre 2005, Carsten Borman lança S6, un "S5 synchronisé" pour l'affichage simultané d'un diaporama S5 à différents endroits.
En juillet 2006, Ryan King lança s5project.org, un site communautaire, dédié au logiciel S5.
En décembre 2006, Christian Effenberger lança S5 Reloaded, une version plus puissante de S5 (lancement automatique, variation de taille des images, audio, transitions, etc.).